# چایلدز (آریزونا)
چایلدز (به انگلیسی: Childs) یک منطقهٔ مسکونی در ایالات متحده آمریکا است که در شهرستان پیما، آریزونا واقع شده‌است. چایلدز ۴۳۵٫۸۷ متر بالاتر از سطح دریا واقع شده‌است.